# Capalbio Vin Santo
Il Capalbio Vin Santo è una varietà di vino Capalbio prodotto nell'area meridionale della provincia di Grosseto, nei territori comunali di Capalbio, Manciano, Magliano in Toscana e Orbetello.

## Invecchiamento
Il disciplinare prevede un obbligo di invecchiamento di 3 anni (2 dei quali in caratelli).

## Caratteristiche organolettiche
- colore: ambrato, più o meno intenso
- odore: etereo, intenso, caratteristico
- sapore: armonico, vellutato, molto rotondo se amabile

## Abbinamenti consigliati
- cantuccini
- cavallucci, panforte
- pasticceria secca in generale

## Produzione
Provincia, stagione, volume in ettolitri